# Каттама

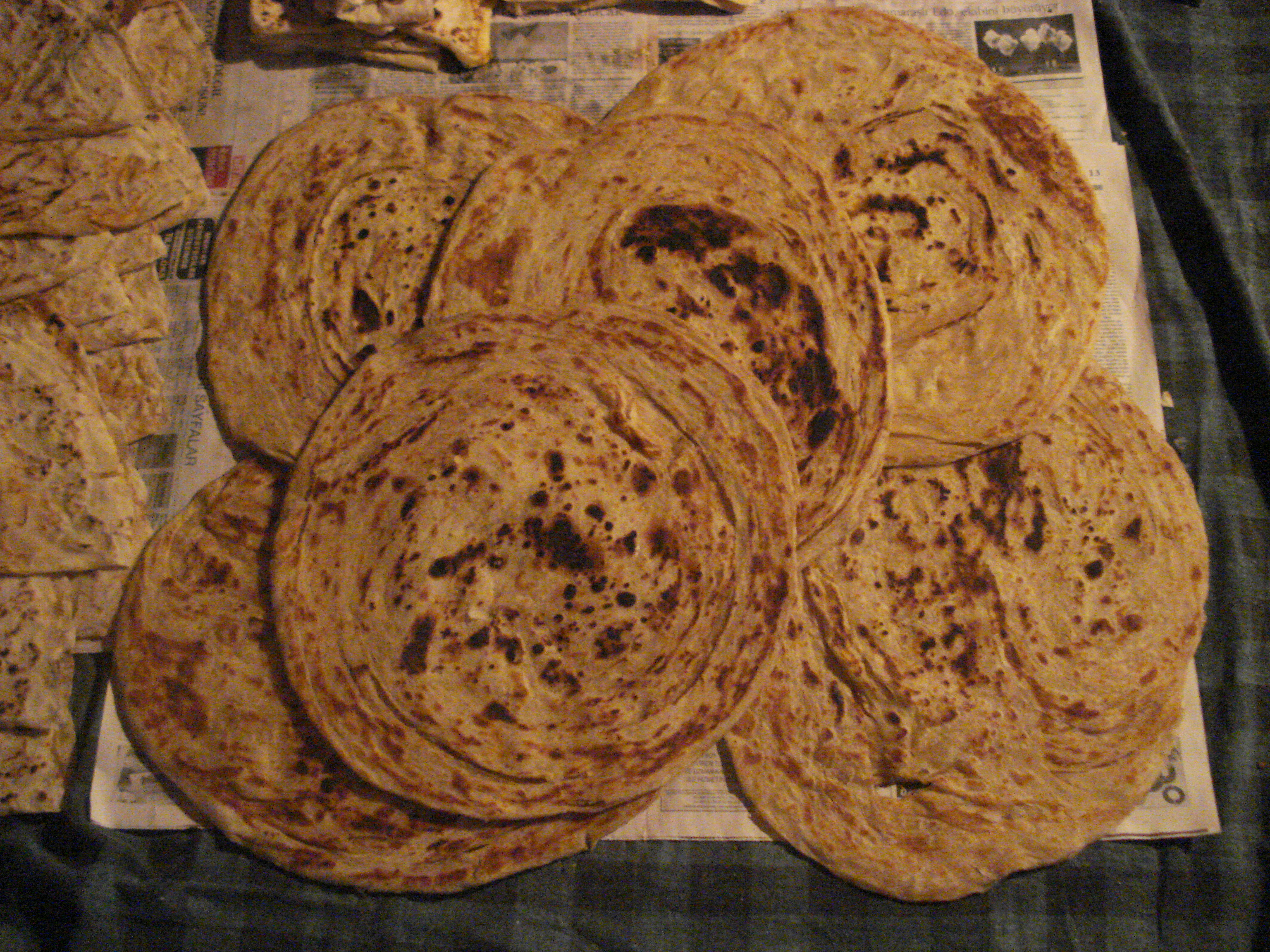

Каттама (каз. қаттама, кирг. каттама) — хлібобулочний виріб, представляють із себе листковий коржик, традиційний для казахської та киргизької кухонь. У монгольській кухні називається гамбір, азербайджанській та турецькій — катмер.
Каттаму готують з дріжджового або прісного тіста, з начинкою або без. Для начинки використовують городню (цибулину або листя) або гіллясту (джуцай) цибулю. Каттама подаються до перших (бульйон) та м'ясних страв, чаю.